# Lopholaimus antarcticus
Pombo-de-coque ou pombo-de-cabeleira (Lopholaimus antarcticus) é uma espécie de ave da família dos columbídeos, endêmica do leste da Austrália, e única representante do gênero Lopholaimus.